# Yorki Brigitta angol királyi hercegnő
Yorki Brigitta (Bridget of York; London, 1480. november 10. – 1517.) angol hercegnő, IV. Eduárd angol király és Woodville Erzsébet angol királyné lánya.
A királyi pár tizedik gyermekeként és hetedik lányaként született a londoni Eltham palotában. Hat nővére és három bátyja volt: Erzsébet, Mária, Cecília, Margit, Anna és Katalin, továbbá Eduárd, Richárd és György. A hercegnő születése után szülei úgy határoztak, vallásos életre nevelik Brigittát, ezért a lány hétéves korától kezdve a dartfordi zárdában nevelkedett, apácák felügyelete alatt, később pedig maga is csatlakozott a rendhez, s egész további életét azok között a falak között töltötte. Egyes korabeli pletykák szerint született egy törvénytelen lánya, egy bizonyos Agnes Eltham. Brigitta 1517-ben, ebben a zárdában halt meg 37 éves korában, s egész ottani élete során nagy tiszteletnek örvendett, mivel nővére, Erzsébet volt akkoriban Anglia királynéja.